# Synagogue hollandaise
La synagogue hollandaise d'Anvers est ainsi nommée car elle a été construite par les descendants de Juifs venus de Hollande au début du XIXe siècle. Construite par les architectes Joseph Hertogs (1861-1930) et Ernest Stordiau, et inaugurée en 1893 au numéro 7 de la Bouwmeestersstraat, elle fut alors la première grande synagogue de la ville.
Elle est utilisée de nos jours exclusivement lors des offices religieux de Rosh Hashana et Yom Kippour.